# BoyNextDoor
BoyNextDoor (tiếng Hàn : 보이넥스트도어; tiếng Nhật: ボーイネクストドア; Romaja: Boinekseuteudoeo; thường được viết cách điệu là BOYNEXTDOOR) là một nhóm nhạc nam Hàn Quốc được thành lập bởi KOZ Entertainment. Nhóm bao gồm 6 thành viên: Sungho, Riwoo, Jaehyun, Taesan, Leehan và Woonhak. Họ ra mắt vào ngày 30 tháng 5 năm 2023 với album đĩa đơn đầu tay Who!.

## Lịch sử

### Trước khi ra mắt
Vào ngày 3 tháng 1 năm 2022, KOZ Entertainment thông báo rằng họ đang tổ chức buổi thử giọng cho nhóm nhạc nam mới của mình trên kênh YouTube của HYBE Label.
Vào ngày 15 tháng 6 năm 2022, KOZ đã phát động một buổi thử giọng cho rapper tuổi teen có tên là 'KOZ Teen Rapper Audition: U18 in the Zungle' với hy vọng phát hiện ra các thành viên của nhóm nhạc nam sắp ra mắt của họ.
Vào ngày 28 tháng 2 năm 2023, hãng tin SPOTV News đưa tin rằng nhóm sẽ ra mắt vào tháng 5.

### 2023: Ra mắt với"Who!", trở lại lần đầu cùng"Why…"
Vào ngày 4 tháng 4, KOZ xác nhận rằng nhóm nhạc nam mới của họ sẽ chuẩn bị ra mắt vào ngày 30 tháng 5 năm 2023.
Vào ngày 17 tháng 4, logo chuyển động của nhóm đã được phát hành thông qua kênh YouTube HYBE Labels, tiết lộ rằng tên của nhóm sẽ là BOYNEXTDOOR. Cùng ngày, các mạng xã hội của nhóm đã được mở và công ty xác nhận rằng nhóm sẽ có sáu thành viên. Vào ngày 1 tháng 5, KOZ Entertainment đã bắt đầu đếm ngược cho ngày ra mắt của nhóm.
Vào ngày 5 tháng 5, tên của sáu thành viên trong nhóm đã được tiết lộ thông qua mạng xã hội của họ.
Vào ngày 8 tháng 5 năm 2023, KOZ thông báo rằng BoyNextDoor sẽ ra mắt với một album đĩa đơn với ba ca khúc đều được quảng bá dưới dạng đĩa đơn. Các hoạt động quảng bá cho album bắt đầu bằng việc phát hành đĩa đơn "But I Like You" vào ngày 23 tháng 5, tiếp theo là "One and Only" vào ngày 26 tháng 5. Nhóm chính thức đánh dấu sự ra mắt của mình bằng việc phát hành chính thức album đĩa đơn có tựa đề "Who!" vào ngày 30 tháng 5, cùng với đĩa đơn "Serenade". 
Vào ngày 13 tháng 7, KOZ Entertainment xác nhận rằng BOYNEXTDOOR đang chuẩn bị cho lần trở lại đầu tiên của họ, với mục tiêu phát hành vào tháng 9.  Vào ngày 7 tháng 8, có thông báo rằng họ sẽ phát hành đĩa mở rộng đầu tiên có tựa đề "Why.." vào ngày 4 tháng 9. 

### 2023: "How?", ra mắt tại Nhật Bản với "And", Leehan tạm dừng hoạt động, "19.99"
Vào ngày 13 tháng 2 năm 2024, KOZ thông báo rằng nhóm đang trong giai đoạn chuẩn bị cuối cùng cho sự trở lại vào tháng 4. Vào ngày 18 tháng 3, nhóm đã phát hành đoạn giới thiệu cho đĩa mở rộng thứ hai của họ "How?" sẽ được phát hành vào ngày 15 tháng 4. 
Vào ngày 6 tháng 5, nhóm đã công bố kế hoạch ra mắt tại Nhật Bản với đĩa đơn đầu tiên "And", dự kiến phát hành vào ngày 10 tháng 7. "Earth, Wind & Fire (Phiên bản tiếng Nhật)" đã được phát hành trước vào ngày 20 tháng 6.
Vào ngày 16 tháng 7, KOZ Entertainment đã đưa ra một tuyên bố tiết lộ rằng thành viên nhóm Leehan gần đây đã bị viêm da và sẽ tạm dừng mọi hoạt động của nhóm và cá nhân để được nghỉ ngơi và điều trị đầy đủ. 
Vào ngày 24 tháng 7, có thông tin cho biết BOYNEXTDOOR hiện đang trong giai đoạn cuối cùng của quá trình sản xuất cho album mới của họ dự kiến ra mắt vào tháng 9. Vào ngày 12 tháng 8, nhóm đã phát hành đoạn giới thiệu cho đĩa mở rộng thứ ba "19.99"của họ, sẽ được phát hành vào ngày 9 tháng 9.

## Thành viên
Chú thích: In đậm là trưởng nhóm.
| Nghệ danh | Nghệ danh | Nghệ danh  | Tên khai sinh | Tên khai sinh | Tên khai sinh      | Tên khai sinh | Tên khai sinh  | Vai                      | Ngày sinh         | Nơi Sinh                  | Quốc tịch |
| Latinh    | Hangul    | Kana       | Latinh        | Hangul        | Kana               | Hanja         | Hán việt       | Vai                      | Ngày sinh         | Nơi Sinh                  | Quốc tịch |
| Sungho    | 성호      | ソンホ     | Park Sungho   | 박성호        | パク・ソンホ       | 朴成淏        | Phác Thành Hạo | Main Vocalist            | 4 tháng 9, 2003   | Gangwon, Hàn Quốc         | Hàn Quốc  |
| Riwoo     | 리우      | リウー     | Lee Sanghyuk  | 이상혁        | イ・サンヒョク     | 李常赫        | Lý Thường Hách | Main Dancer, Vocalist    | 22 tháng 10, 2003 | Gangbuk, Seoul, Hàn Quốc  | Hàn Quốc  |
| Jaehyun   | 재현      | ジェヒョン | Myung Jaehyun | 명재현        | ミョン・ジェヒョン | 明宰鉉        | Minh Tể Huyền  | Main Rapper, Vocalist    | 4 tháng 12, 2003  | Dongjak, Seoul, Hàn Quốc  | Hàn Quốc  |
| Taesan    | 태산      | テサン     | Han Dongmin   | 한동민        | ハン・ドンミン     | 漢東旼        | Hàn Đông Mân   | Rapper, Vocalist, Visual | 10 tháng 8, 2004  | Gwangju, Hàn Quốc         | Hàn Quốc  |
| Leehan    | 이한      | イハン     | Kim Donghyun  | 김동현        | キム・ドンヒョン   | 金桐儇        | Kim Đông Huyên | Vocalist, Visual         | 20 tháng 10, 2004 | Dongnae, Busan, Hàn Quốc  | Hàn Quốc  |
| Woonhak   | 운학      | ウンハク   | Kim Woonhak   | 김운학        | キム・ウンハク     | 金雲鶴        | Kim Vân Hạc    | Vocalist, maknae         | 29 tháng 11, 2006 | Suwon, Gyeonggi, Hàn Quốc | Hàn Quốc  |

## Danh sách đĩa nhạc

### Đĩa mở rộng (EP)
| Tiêu đề | Chi tiết | Thứ hạng cao nhất | Thứ hạng cao nhất | Thứ hạng cao nhất | Thứ hạng cao nhất | Doanh số                      | Chứng nhận          |
| Tiêu đề | Chi tiết | KOR               | JPN               | JPN Hot           | US                | Doanh số                      | Chứng nhận          |
| ------- | --- | ----------------- | ----------------- | ----------------- | ----------------- | ----------------------------- | ------------------- |
| Why..   | - Phát hành: Ngày 4 tháng 9 năm 2023 - Hãng đĩa: KOZ Entertainment, YG Plus - Định dạng: CD, digital download, streaming  | 3                 | 3                 | 3                 | 162               | - KOR: 538,912 - JPN: 45,708  | - KMCA: 2× Platinum |
| How?    | - Phát hành: Ngày 15 tháng 4 năm 2024 - Hãng đĩa: KOZ Entertainment, YG Plus - Định dạng: CD, digital download, streaming | 1                 | 1                 | 1                 | 93                | - KOR: 780,943 - JPN: 83,748  | - KMCA: 2× Platinum |
| 19.99   | - Phát hành: Ngày 9 tháng 9 năm 2024 - Hãng đĩa: KOZ Entertainment, YG Plus - Định dạng: CD, digital download, streaming  | 1                 | 1                 | 1                 | 40                | - KOR: 846,053 - JPN: 133,956 |                     |

### Album đĩa đơn
| Tiêu đề | Chi tiết | Thứ hạng cao nhất | Thứ hạng cao nhất | Doanh số                     | Chứng nhận       |
| Tiêu đề | Chi tiết | KOR               | JPN               | Doanh số                     | Chứng nhận       |
| ------- | --- | ----------------- | ----------------- | ---------------------------- | ---------------- |
| Who!    | - Phát hành: Ngày 30 tháng 5 năm 2023 - Hãng đĩa: KOZ Entertainment, YG Plus - Định dạng: CD, digital download, streaming | 5                 | 8                 | - KOR: 289,338 - JPN: 20,782 | - KMCA: Platinum |

### Đĩa đơn

#### Đĩa đơn Tiếng Hàn
| Tiêu đề                                                                                            | Năm  | Thứ hạng cao nhất | Thứ hạng cao nhất | Thứ hạng cao nhất | Album |
| Tiêu đề                                                                                            | Năm  | KOR               | KOR Songs         | JPN Hot           | Album |
| -------------------------------------------------------------------------------------------------- | ---- | ----------------- | ----------------- | ----------------- | ----- |
| "But I Like You" (돌아버리겠다)                                                                    | 2023 | —                 | —                 | —                 | Who!  |
| "One and Only"                                                                                     | 2023 | —                 | —                 | —                 | Who!  |
| "Serenade"                                                                                         | 2023 | —                 | —                 | —                 | Who!  |
| "But Sometimes" (뭣 같아)                                                                          | 2023 | 96                | —                 | —                 | Why.. |
| "Earth, Wind & Fire"                                                                               | 2024 | 85                | —                 | —                 | How?  |
| "Dangerous" (부모님 관람불가)                                                                      | 2024 | 65                | —                 | —                 | 19.99 |
| "Nice Guy"                                                                                         | 2024 | 42                | 24                | 53                | 19.99 |
| "—" biểu thị các bản phát hành không lọt vào bảng xếp hạng hoặc không được phát hành ở khu vực đó. |      |                   |                   |                   |       |

#### Đĩa đơn Tiếng Nhật
| Tiêu đề                                 | Năm  | Thứ hạng cao nhất | Doanh số              | Certifications          | Album                         |
| Tiêu đề                                 | Năm  | JPN               | Doanh số              | Certifications          | Album                         |
| --------------------------------------- | ---- | ----------------- | --------------------- | ----------------------- | ----------------------------- |
| "Earth, Wind & Fire" (Japanese version) | 2024 | 2                 | - JPN: 220,046 (phy.) | - RIAJ: Platinum (phy.) | Đĩa đơn không nằm trong album |

### Nhạc phim
| Tiêu đề       | Năm  | Album                  |
| ------------- | ---- | ---------------------- |
| "Fadeaway"    | 2023 | Garbage Time OST       |
| "Lucky Charm" | 2024 | Miss Night and Day OST |

### Các bài hát khác trên bảng xếp hạng
| Tiêu đề                                                                                            | Năm  | Thứ hạng cao nhất | Thứ hạng cao nhất | Thứ hạng cao nhất | Album |
| Tiêu đề                                                                                            | Năm  | KOR               | KOR Down.         | JPN Hot           | Album |
| -------------------------------------------------------------------------------------------------- | ---- | ----------------- | ----------------- | ----------------- | ----- |
| "Crying"                                                                                           | 2023 | —                 | 51                | —                 | Why.. |
| "ABCDLove"                                                                                         | 2023 | —                 | 52                | —                 | Why.. |
| "Our"                                                                                              | 2024 | —                 | 26                | —                 | How?  |
| "Amnesia"                                                                                          | 2024 | —                 | 32                | —                 | How?  |
| "So Let's Go See the Stars"                                                                        | 2024 | —                 | 27                | —                 | How?  |
| "Life Is Cool"                                                                                     | 2024 | —                 | 31                | —                 | How?  |
| "Dear. My Darling"                                                                                 | 2024 | —                 | 33                | —                 | How?  |
| "Earth, Wind & Fire" (English version)                                                             | 2024 | —                 | 38                | —                 | How?  |
| "One and Only" (Japanese version)                                                                  | 2024 | —                 | —                 | 4                 | And,  |
| "Gonna Be a Rock" (돌멩이)                                                                         | 2024 | 118               | 9                 | —                 | 19.99 |
| "Skit"                                                                                             | 2024 | —                 | 13                | —                 | 19.99 |
| "20" (스물)                                                                                        | 2024 | 128               | 10                | —                 | 19.99 |
| "Call Me"                                                                                          | 2024 | 156               | 11                | —                 | 19.99 |
| "Nice Guy" (English version)                                                                       | 2024 | —                 | 17                | —                 | 19.99 |
| "—" biểu thị các bản phát hành không lọt vào bảng xếp hạng hoặc không được phát hành ở khu vực đó. |      |                   |                   |                   |       |

## Giải thưởng và đề cử
| Lễ trao giải                | Năm  | Hạng mục                                               | Người được đề cử/sản phẩm đề cử | Kết quả   | Tham khảo |
| --------------------------- | ---- | ------------------------------------------------------ | ------------------------------- | --------- | --------- |
| Asian Pop Music Awards      | 2023 | Nghệ sĩ mới xuất sắc nhất (nước ngoài)                 | Why..                           | Đề cử     | [ 47 ]    |
| Brand of the Year Awards    | 2023 | Nam thanh tượng tân binh                               | BoyNextDoor                     | Đoạt giải | [ 48 ]    |
| Circle Chart Music Awards   | 2023 | Tân binh của năm – Phát trực tuyến toàn cầu            | "But Sometimes"                 | Đề cử     | [ 49 ]    |
| Circle Chart Music Awards   | 2023 | Tân binh của năm – Người nghe duy nhất phát trực tuyến | "But Sometimes"                 | Đề cử     | [ 49 ]    |
| The Fact Music Awards       | 2023 | Giải thưởng Hottest toàn cầu                           | BoyNextDoor                     | Đoạt giải | [ 50 ]    |
| Golden Disc Awards          | 2023 | Tân binh của năm                                       | BoyNextDoor                     | Đề cử     | [ 51 ]    |
| Hanteo Music Awards         | 2023 | Nghệ sĩ của năm (Bonsang)                              | BoyNextDoor                     | Đề cử     | [ 52 ]    |
| Hanteo Music Awards         | 2023 | Tân binh của năm – Nam                                 | BoyNextDoor                     | Đề cử     | [ 52 ]    |
| iHeartRadio Music Awards    | 2024 | Nghệ sĩ K-pop mới xuất sắc nhất                        | BoyNextDoor                     | Đề cử     | [ 53 ]    |
| K Global Heart Dream Awards | 2023 | Giải thưởng Siêu tân binh toàn cầu K                   | BoyNextDoor                     | Đoạt giải | [ 54 ]    |
| MAMA Awards                 | 2023 | Nghệ sĩ mới xuất sắc - Nam                             | BoyNextDoor                     | Đề cử     | [ 55 ]    |
| MAMA Awards                 | 2023 | Top 10 do người hâm mộ trên toàn thế giới bình chọn    | BoyNextDoor                     | Đề cử     | [ 55 ]    |
| Melon Music Awards          | 2023 | Nghệ sĩ nổi tiếng toàn cầu                             | BoyNextDoor                     | Đoạt giải | [ 56 ]    |
| Melon Music Awards          | 2023 | Tân binh của năm                                       | BoyNextDoor                     | Đề cử     | [ 56 ]    |
| Seoul Music Awards          | 2023 | Tân binh của năm                                       | BoyNextDoor                     | Đề cử     | [ 57 ]    |

## Chương trình âm nhạc

### The Show
| Năm  | Ngày       | Bài hát              | Điểm |
| ---- | ---------- | -------------------- | ---- |
| 2023 | 12 tháng 9 | "But Sometimes"      | 9080 |
| 2024 | 23 tháng 4 | "Earth, Wind & Fire" | 9200 |

### Show Champion
| Năm  | Ngày       | Bài hát              | Điểm |
| ---- | ---------- | -------------------- | ---- |
| 2023 | 13 tháng 9 | "But Sometimes"      | 4486 |
| 2024 | 24 tháng 4 | "Earth, Wind & Fire" | 7009 |

### M Countdown
| Năm  | Ngày       | Bài hát                | Điểm |
| ---- | ---------- | ---------------------- | ---- |
| 2025 | 16 tháng 1 | "IF I SAY, I LOVE YOU" | 9500 |
| 2025 | 22 tháng 5 | "I Feel Good"          | 8590 |

### Music Bank
| Năm  | Ngày       | Bài hát              | Điểm  |
| ---- | ---------- | -------------------- | ----- |
| 2024 | 26 tháng 4 | "Earth, Wind & Fire" | 11210 |
| 2024 | 20 tháng 9 | "Nice Guy"           | 11574 |
| 2025 | 23 tháng 5 | "I Feel Good"        | 9353  |

### Show! Music Core
| Năm  | Ngày       | Bài hát       | Điểm |
| ---- | ---------- | ------------- | ---- |
| 2025 | 23 tháng 5 | "I Feel Good" | 8124 |

### Inkigayo
| Năm  | Ngày       | Bài hát                | Điểm |
| ---- | ---------- | ---------------------- | ---- |
| 2024 | 22 tháng 9 | "Nice Guy"             | 6371 |
| 2025 | 19 tháng 1 | "IF I SAY, I LOVE YOU" | 5869 |
| 2025 | 25 tháng 5 | "I Feel Good"          | 6069 |